# Lilian Day Jackson
Lilian Day Jackson (Nueva York, 3 de marzo de 1960-24 de abril de 2023) fue una cantante y música neerlandoestadounidense.

## Biografía
Conocida como la cantante principal del grupo de pop y funk Spargo de Ámsterdam.
En 1980 consiguieron un gran éxito con las canciones: Tú y yo, One night affair y Head up to the sky. La banda actuó entre 1980 y 1985. La canción: Tú y yo, alcanzó el número 1 en la lista de éxitos holandeses.
Jackson falleció el 23 de abril de 2023 a los 63 años, murió después de una larga enfermedad.

### Televisión
- 1984, tuvo un papel como invitada en la serie de televisión Kanaal del Canal 13.
- 2012, participó en el programa de televisión The winner is... (SBS6), donde llegó a semifinales.